# Penstemon carnosus
Penstemon carnosus är en grobladsväxtart som beskrevs av Pennell apud E. H. Graham. Penstemon carnosus ingår i släktet penstemoner, och familjen grobladsväxter. Inga underarter finns listade i Catalogue of Life.